# بارو ان اوژ
بارو ان اوژ (به فرانسوی: Barou-en-Auge) یک کمون در فرانسه است که در canton of Morteaux-Coulibœuf واقع شده‌است. بارو ان اوژ ۸٫۳۵ کیلومتر مربع مساحت دارد ۶۶ متر بالاتر از سطح دریا واقع شده‌است.